# Эль-Хинади
Эль-Хинади (араб. الهنادي‎) или Хеннади — небольшой город на северо-западе Сирии, расположенный на территории мухафазы Латакия. Входит в состав района Латакия. Является административным центром одноимённой нахии.

## Географическое положение
Город находится в западной части мухафазы, к востоку от реки Нахр-эль-Кебир-эш-Шамали, на высоте35 метров над уровнем моря.

Эль-Хинади расположен на расстоянии приблизительно одного километра к юго-востоку от города Латакия, административного центра провинции и на расстоянии 220 километров к северо-северо-западу (NNW) от Дамаска, столицы страны.

## Население
По данным официальной переписи 2004 года численность населения города составляла 3076 человек (1556 мужчин и 1520 женщин). В конфессиональном составе населения преобладают алавиты.

## Транспорт
Ближайший гражданский аэропорт — Международный аэропорт имени Басиля Аль-Асада.